# Oberösterreichs Neue
Oberösterreichs Neue war eine Gratiszeitung in Oberösterreich. Sie wurde zwischen 21. August 2006 und 10. Juni 2009 Montag bis Freitag von der Neue Medien Verlags GmbH, einer 100-prozentigen Tochter der Wimmer Medien GmbH, herausgegeben.
Das Boulevardmedium entstand 2006, als die Blätter Heute und Österreich in die oberösterreichische Zeitungslandschaft eindrangen. Bei der Einstellung aus finanziellen Gründen 2009 wurde eine Wiederaufnahme nicht ausgeschlossen.
Oberösterreichs Neue erschien von Montag bis Freitag, ausgenommen an Feiertagen, mit 24 bis 32 Seiten. Zuletzt konnten nach eigenen Angaben 70.000 Leser im oberösterreichischen Zentralraum erreicht werden.